# Sensor holográfico
Un sensor holográfico es un dispositivo que consta de un holograma incrustado en un material inteligente que detecta ciertas moléculas o metabolitos. Esta detección suele ser una interacción química que se transduce como un cambio en una de las propiedades de la reflexión holográfica (como en el reflector de Bragg), ya sea el índice de refracción o el espaciado entre las franjas holográficas. La especificidad del sensor se puede controlar agregando moléculas en la película de polímero que interactúa selectivamente con las moléculas de interés.
Un sensor holográfico tiene como objetivo integrar el componente del sensor, el transductor y la pantalla en un dispositivo para una lectura rápida de concentraciones moleculares basada en reflejos coloridos o longitudes de onda.
Ciertas moléculas que imitan los sitios activos de biomoléculas o sitios de unión se pueden incorporar al polímero que forma la película holográfica para hacer que los sensores holográficos sean selectivos y/o sensibles a ciertas moléculas médicas importantes como la glucosa, etc.
Los sensores holográficos se pueden leer desde una distancia considerable.[¿cuántos?] porque el elemento transductor es luz que ha sido refractada y reflejada por la rejilla holográfica incrustada en el sensor. Por lo tanto, se pueden utilizar en aplicaciones industriales donde se requiera la ausencia de contacto con el sensor. Otras aplicaciones de los sensores holográficos son la lucha contra la falsificación.

## Metabolitos
Algunos de los metabolitos detectados por un sensor holográfico son:
- Amoniaco[5]
- pH[6]
- Hidrocarburos[7]

- COV
- Gases

- Glucosa[8]
- Contenido de agua[9]
- Lactato[10] y otras biomoléculas[11][12]
- Iones metálicos[13]